# Gaius Fonteius Agrippa
Gaius Fonteius Agrippa (* wohl vor 15; † 70) war ein römischer Politiker und Suffektkonsul des Jahres 58.
Gaius Fonteius Agrippa war der Sohn des Prätors Fonteius Agrippa, der 16 n. Chr. Marcus Scribonius Libo Drusus angeklagt hatte. Da seine Eltern geschieden waren, durfte seine Schwester (Fonteia?) im Jahr 19 nicht als Vestalin aufgenommen werden.
Im Mai und Juni des Jahres 58 amtierte Gaius Fonteius Agrippa als Nachfolger Neros zusammen mit dem anderen ordentlichen Konsul Marcus Valerius Messalla Corvinus als Suffektkonsul.
Von 66 bis 68 war Fonteius als curator aquarum für die Wasserversorgung Roms zuständig. Im Jahr 68 übernahm er für ein Jahr als Prokonsul die Verwaltung der Provinz Asia. 69 machte ihn Vespasian zum kaiserlichen Legaten mit prätorischer Vollmacht (legatus Augusti pro praetore) und schickt ihn nach Mösien, um dort die skythischen Sarmaten, die über die Donau gedrungen waren, zu befrieden. Gaius Fonteius Agrippa fiel dort im Jahr 70, trotz heftigster Gegenwehr, im Kampf, woraufhin Vespasian Rubrius Gallus zur Bestrafung und Unterwerfung der Sarmaten aussandte.